# Какачия, Шакро Рожденович
Шакро Рожденович Какачия (1 мая 1940 — 11 августа 1996) — российский и грузинский криминальный авторитет, «вор в законе», лидер Менгрельской ОПГ.

## Биография
Шакро Рожденович Какачия родился 1 мая 1940 года в Цаленджихе.
Первый раз попал в тюрьму в возрасте 23 лет, за кражу и сопротивление работнику милиции. Находясь в тюрьме, в 1967 году был коронован до вора в законе. Будучи вором в законе Шакро Старый был наркозависимым, но всё равно являлся авторитетом.
В 1990-е занимался переделом собственности, а также продажей угнанных из Германии машин. Владел офисом на Белорусском вокзале. В 1991 году был в числе воров в законе короновавших Валерия Длугача, более известного под кличкой Глобус, лидера Бауманской ОПГ. В середине 1990-х стал лидером Менгрельской ОПГ, заменив прошлого лидера Романоза Булию. В 1995 был на сходке воров в законе, на которой решались контрабандные перевозки в Москву продукции из Кавказа и Европы, на сходке также присутствовали: Нодари Гогиашвили (Дато Краснодарский), Датико Цихелашвили (Дато Ташкентский), Владимир Быков (Балда),  Дзамбо Дзамбидзе (Джамбо Молодой) и Захарий Калашов (Шакро Молодой). В середине 90-х помогал Деду Хасану и значился среди его воров в законе.
Был убит 11 августа 1996 года в Германии, в административном районе Вильмерсдорф.